# تازة كند معدن (غرغين)
تازة کند معدن (بالفارسية: تازه کندمعدن) هي قرية تقع في إيران في قسم غرغین الريفي. يقدر عدد سكانها بـ 63 نسمة بحسب إحصاء 2016.